# 지금, 만나러 갑니다 (2004년 영화)
《지금, 만나러 갑니다》(일본어: いま、会いにゆきます)는 2004년 공개된 일본의 영화이다. 이치카와 다쿠지의 동명의 소설을 실사 영화화한 것이다. 대한민국에는 2005년 3월 25일에 개봉하였다.
일본에서는 2004년 10월 30일부터 전국 도호 계열에서 영화가 공개되었다. 최종 흥행수입은 48억엔을 기록해 대히트하였다. 또한 제작사의 (TBS, 하쿠호도 DY 미디어 파트너스, 쇼가쿠칸, 스타더스트 픽처스 등)가 연애 소설을 영화화하여 대히트한 《세상의 중심에서 사랑을 외치다》와 동일하다.

## 줄거리
남편 '타쿠미'와 아들 '유우지'에게 비의 계절에 다시 돌아오겠다는 약속을 남기고 세상을 떠난 '미오'. 어느날,두 사람 앞에 거짓말처럼 이전의 모든 기억을 잃은 '미오' 가 나타난다. '미오'와 함께 새로운 사랑을 시작하는 '타쿠미' , 그리고 엄마의 품에서 행복을 느끼는 '유우지'. 하지만 '미오'는 비의 계절이 끝나면 떠나야 하는 자신의 운명을 알게 된다.

## 출연진
- 아이오 미오: 다케우치 유코
- 아이오 타쿠미: 나카무라 시도
- 아이오 유지: 다케이 아카시
- 고등학생 시절 타쿠미: 아사리 요스케
- 고등학생 시절 미오: 오오츠카 치히로
- 고교생(18세) 유지: 히라오카 유타
- 아야(유지의 반 친구): 미야마 카렌
- 미오의 대학 시절 친구: 다나카 케이
- 아야세 미도리 (타쿠미 직장 동료) : 이치카와 미카코
- 케이크 가게 주인: 마츠오 스즈키
- 의사 노구치: 코히나타 후미요

## 제작진
- 원작: 이치카와 다쿠지 《지금, 만나러 갑니다》
- 감독: 도이 노부히로
- 각본: 오카다 요시카즈
- 음악: 마츠타니 스구루
- 미술: 타네다 요헤이
- 촬영: 시바누시 타카히데(JSC/도호 스타지오)
- 조명: 우에다 나리유키
- 녹음: 츠루마키 진
- 제작담당: 타케이시 히로토
- 제작위원회: 도호, TBS, 하쿠호도 DY 미디어 파트너스, 쇼가쿠칸, 스타더스트 픽처스, 마이니치 방송

## 수상
- 제28회 일본 아카데미상 우수 여우주연상(다케우치 유코)
- 제23회 골든 그로스상 일본 영화 부문 우수상 은상
- 제17회 닛칸 스포츠 영화대상 남우조연상
- 제22회 와카야마 시민 영화제
  - 여우주연상(다케우치 유코)
  - 남우조연상
- 제9회 니프티 영화 대상
  - 남우주연상(나카무라 시도)
  - 여우주연상(다케우치 유코)
- 2004년 MovieWalker 시네마 대상 베스트 여배우 부문 1위(다케우치 유코)

## 사운드트랙
수록곡
1. いま、会いにゆきます - 森の記憶
2. いつもの朝 (언제나의 아침)
3. 雨の予感 (비의 예감)
4. ママとの約束 (엄마와의 약속)
5. 雨の森 (비의 숲)
6. 幸せの意味 (행복의 의미)
7. 大切な想い出 (소중한 추억)
8. 新たな想い出の日々 (새로운 추억의 날들)
9. 優しい雨 (부드러운 비)
10. 決心 - ?の住む街へ
11. 六週間後 (6주 후)
12. 光の彼方 (빛의 저편)
13. 最後の森へ… (마지막 숲으로…)
14. 決められた運命 (정해진 운명)
15. いま、会いにゆきます - 時を越えて (시간을 넘어서)

이 외에, 《지금, 만나러 갑니다》에 삽입된 곡인 花가 ORANGE RANGE의 2집 앨범인 《MusiQ》에  수록되어 있다.